# Ожеше
Ожѐше (на полски: Orzesze; на силезки: Orzesze, Uorzesze; на немски: Orzesche) е град в Южна Полша, Силезко войводство, Миколовски окръг. Административно е обособен като самостоятелна градска община с площ 83,79 км2.

## Население
Според данни от полската Централна статистическа служба, към 1 януари 2014 г. населението на града възлиза на 20 000 души. Гъстотата е 239 души/км2.